# Фокея
Фоке́я (на старогръцки: Φώκαια; на латински: Phocaea) е един от 12-те йонийски полиса по крайбрежието на Мала Азия, откъм  Егейско море. Тя е най-северният град от Йония, на границата с Еолия. Днес това е турският град Фоча (Foça), на 69 км от Измир.
Според преданието е основана около 900 г. пр.н.е. от атиняни под предводителството на Дамон и Филоген, за които се предполага, че произхождат от Централна Гърция – от Фокида или Атина.
Фокея сeче собствени златни и сребърни монети, с поставено на тях тотемно изображение на тюлен (от гр. Φώκη). Фокейските монети са в обращение в Мала Азия и егейския регион, а градът е сред пионерите във въвеждането на монетите като разменно платежно средство.
Земите, владяни от Фокея се отличават с изгодно географско положение, което в комбинация с характерното за тях неплодородие, предопределя обусловя развитието на града-държава като търговски, рибарски и морски център. 
Основани са и много фокейски колонии и фактории по цялото Средиземноморие (част от Гръцката колонизация). Херодот приписва на фокейците откриването на Иберия за древните гърци - те влизат в съюз с Аргантоний, цар на Тартес. (1:13). 
Фокейците също така основават и Масалия (600 г. пр.н.е.) - сега Марсилия, във френския департамент Буш дю Рон (устието на река Рона), както и Алалия /Алерия (565 г. пр.н.е.) - сега също френски град, намиращ се на остров Корсика. 
Фокея е първият древногръцки град, който в 546 г. пр.н.е. е нападнат от персите под предводителството на пълководеца Харпаг. В периода на властването на Ахеменидите над Фокея, там управляват тирани, най-известни от които са са Екскекст, а след него - Лаодам, които са персийски васали.
Изправени пред алтернативата да склонят глава пред персийския цар Кир Велики, в съответствие с предсказанието на Пития, фокейците емигрират на Корсика. При емиграцията фокейският флот е под командването на Креонтид,  като по пътя си към свободата на запад фокейците преминават през Хиос, след което се добират до Алерия. И там фокейците на се задържат дълго, понеже местните жители въстават срещу морските разбойнически практики (пиратството) /според съмнителни исторически източници/ на фокейците, и с поддръжката на картагенско-етруския флот прогонват фокейците от острова. След знаменитата Битка при Алалия, състояла се през 539 г. пр.н.е. или по-други сведения - през 535 г. пр.н.е., фокейците отстъпват позициите си в Западното Средиземноморие на картагенците (пуните).
След евакуация на колониите си, фокейците се установяват в град Регио (Реджо ди Калабрия), а последното им убежище e пристанището Елея в Енотрия.

## Фокейски колонии
| - Лампсак - Амис - Масалия - Емпорион - Рода - Алалия - Менака - Ница – в античността Никея - Авений - Егитна | - Елея - Хераклея - Антиполис - Агата - Колони - Пайсос - Абарна - Галиполи - Лебедонтия - Майнобора |